# Ottaviano Poli dei conti di Segni
Ottaviano Poli dei conti di Segni (Roma, ... – 5 aprile 1206) è stato un cardinale e vescovo cattolico italiano.
Apparteneva alla nobile famiglia romana dei Conti di Segni che aveva dato, e darà successivamente, alla Chiesa cattolica numerosi cardinali e tre papi.

## Biografia
Gli inizi della carriera ecclesiastica di Ottaviano sono poco noti. Legato pontificio in Francia, nel 1179 convocò i vescovi a Lione per un concilio. Nel 1182 fu nominato da papa Lucio III cardinale diacono dei Santi Sergio e Bacco. Tra il 1186 ed il 1187 fu legato pontificio in Inghilterra ed in Francia, tentando di ricomporre, senza successo, il conflitto fra Enrico II d'Inghilterra e Filippo II di Francia. Rientrato in Italia fu legato pontificio presso il duca di Spoleto Corrado, quindi in Sicilia e poi ancora in Normandia. Nel 1191 fu inviato in Normandia da papa Celestino III, insieme al cardinale Giordano dei Conti di Ceccano,  per convincere il Lord cancelliere inglese William Longchamp, reggente in nome del re Riccardo I, impegnato nella terza crociata, a mediare fra l'arcivescovo di Rouen, Gautier de Coutances, ed i seguaci di Giovanni Senzaterra. La missione fu un fallimento: giunti i due legati in Normandia, i normanni si rifiutarono di accoglierli temendo che dietro la missione si celassero scopi occulti del re di Francia, Filippo II; allora Ottaviano scomunicò i normanni lanciando l'interdetto contro la loro terra, il cardinale Giordano si disse contrario a tale misura e fu espulso dalla Francia per ordine del re cosicché il papa, per evitare altre complicazioni, impose ad Ottaviano il ritiro dell'interdetto e della scomunica e vietò ai due cardinali di entrare in Normandia. Tornato in Italia, condusse a Roma le trattative fra papa Celestino III e l'imperatore Enrico VI.  Fu legato pontificio insieme al cardinale Gerardo di Sant'Adriano (? – 1208) a Spoleto per convincere il duca a sottomettersi alla Santa Sede, cosa che riuscì dopo una minaccia di scomunica. Nel 1199 fece parte di una commissione cardinalizia incaricata delle trattative sul regno di Sicilia con Marcovaldo di Annweiler, signore di Palermo.  L'anno successivo fu legato pontificio in Francia per tentare di riconciliare il re Filippo II con la sposa ripudiata Ingeburge di Danimarca e con il regno d'Inghilterra. Rientrò a Roma nel 1201 e vi rimase fino alla morte. Nel 1200 era diventato Decano del Sacro Collegio.

## Conclavi
Il cardinale Ottaviano Poli dei Conti di Segni partecipò ai conclavi:
- conclave del 1185, che elesse papa Urbano III
- primo conclave del 1187, che elesse papa Gregorio VIII
- secondo conclave del 1187, che elesse papa Clemente III
- conclave del 1191, che elesse papa Celestino III
- conclave del 1198, che elesse papa Innocenzo III

## Successione apostolica
La successione apostolica è:
- Papa Celestino III (1191)
- Papa Innocenzo III (1198)